# Zygène d'Occitanie
Zygaena occitanica
Espèce
La Zygène d'Occitanie ou Zygène occitane (Zygaena occitanica) est une espèce d'insectes lépidoptères (papillons) de la famille des Zygaenidae. C'est un « papillon de nuit », actif durant le jour.

## Description
Son envergure est de 23 mm.

## Répartition
Cette espèce vit dans les montagnes d'Europe méridionale, incluant le sud de la Russie et le Caucase. Elle atteint une frange occidentale de l'Asie centrale.

## Habitat et comportement
La chenille se nourrit sur des Fabacées : la badasse (Dorycnium pentaphyllum), Anthyllis cytisoides, Lotus creticus, Lotus longisiliquosus.

## Taxonomie
Le genre Zygaena est subdivisé en 3 sous-genres ; l'espèce ici traitée appartient au sous-genre Zygaena (Agrumenia).
De nombreuses sous-espèces ont été décrites.